# Elizabeth của Liên hiệp Anh và Hannover
Elizabeth của Liên hiệp Anh và Hannover (tiếng Anh: Elizabeth of United Kingdom; 22 tháng 5 năm 1770 – 10 tháng 1 năm 1840) là con gái của George III của Liên hiệp Anh và Charlotte xứ Mecklenburg-Strelitz. Thông qua cuộc hôn nhân với  Friedrich VI xứ Hessen-Homburg, Elizabeth trở thành Phong địa Bá tước phu nhân xứ Hessen-Homburg.

## Thiếu thời
Elizabeth chào đời tại Cung điện Buckingham, Luân Đôn vào ngày 22 tháng 5 năm 1770, là con thứ bảy và con gái thứ ba của George III của Liên hiệp Anh và Charlotte xứ Mecklenburg-Strelitz. Elizabeth được làm lễ rửa tội trong Phòng Đại Hội đồng tại Cung điện Thánh James vào ngày 17 tháng 6 năm 1770 bởi Frederick Cornwallis, Tổng Giám mục Canterbury. Cha mẹ đỡ đầu của Elizabeth gồm có:
- Chú họ bên nội là Phong địa Bá tước thừa kế xứ Hessen-Kassel, đại diện bởi Bá tước xứ Hertford, Lãnh chúa Chamberlain.
- Cô họ bên nội là Thân vương phi xứ Nassau-Weilburg, đại diện bởi Thái Bá tước phu nhân xứEffingham, cựu Thị tùng Hầu phòng của Vương hậu Charlotte.
- Cô họ bên nội là Vương Thái tử phi Thụy Điển, đại diện bởi Bá tước phu nhân xứ Holderness, Thị tùng Hầu phòng của Vương hậu Charlotte. [4]

Vương nữ Elizabeth rất được bảo bọc trong suốt thời gian khôn lớn và dành phần lớn thời gian cho cha mẹ và các chị em gái của mình. Quốc vương George III và Vương hậu Charlotte rất bảo bọc các con, đặc biệt là các con gái. Tuy nhiên, vào năm 1812, Vương nữ Elizabeth đã mua The Priory tại Old Windsor ở Berkshire làm nơi ở riêng của mình.

## Tính cách và sở thích
Elizabeth được biết đến với tính cách lạc quan dù cứng nhắc. Mặc dù khao khát được kết hôn và có một gia đình của riêng mình, Elizabeth vẫn tận hưởng cuộc sống của mình bằng cách khám phá và phát triển những mối quan tâm và sở thích đa dạng của bản thân. Elizabeth cũng là một nghệ sĩ tài năng, đã tự mình chạm khắc nhiều cuốn sách nhằm phục vụ cho lợi ích cho các tổ chức từ thiện. Vương nữ là người con duy nhất của George III có cùng sở thích với cha về nông nghiệp và điều hành một trang trại kiểu mẫu của riêng mình tại một ngôi nhà cho thuê ở Old Windsor. Elizabeth cũng rất thích những nông sản có được trong khu vườn của mình, như trứng, sữa và bơ từ gia súc của Vương nữ. Gia đình của Elizabeth thường trêu chọc Vương nữ vì sở thích về đồ ăn thức uống. Mặc khác, Elizabeth rất nhạy cảm với những lời chỉ trích về cân nặng của mình.
Elizabeth cũng được biết đến với khiếu hài hước và duy trì một bộ sưu tập lớn các câu chuyện cười và dí dỏm. Vương nữ có bản tính cởi mở và thẳng thắn, và không thích sự "lịch sự" quá mức. Vương nữ có mối quan hệ thân thiết nhất với chị gái Augusta Sophia và anh trai Edward, Công tước xứ Kent và Strathearn. Elizabeth cũng là người con gái thân thiết nhất với Vương hậu Charlotte và điều này góp phần khiến cho Vương hậu miễn cưỡng cho phép Elizabeth được kết hôn.

## Đời sống tình cảm của Elizabeth?
Có thông tin rằng Vương nữ Elizabeth đã kết hôn với George Ramus (1747–1808) và sinh cho George một cô con gái tên Eliza vào năm 1788. George Ramus là con trai của Nicholas Ramus, từng là Người Nâng khăn cho Quốc vương George III, cha của Elizabeth. Bất kỳ cuộc hôn nhân không đăng đối nào sẽ bị vô hiệu theo Đạo luật Hôn nhân Vương thất 1772 dù một số anh em của Elizabeth đã có những mối quan hệ tương tự với thường dân trước khi kết hôn với các quý cô nương người Đức sau này. Eliza Ramus (1788–1869) được cho là đã được nhận nuôi và nuôi dưỡng bởi chú của mình là Henry Ramus (1755–1822) của Công ty Đông Ấn. Elizabeth kết hôn với James Money (1770–1833), cũng thuộc Công ty Đông Ấn, và con gái Marian Martha (1806–1869) kết hôn với George Wynyard Battye (1805–1888), một Thẩm phán người Bengal. Ở cảnh góa bụa, Eliza Ramus sống tại số 28 Quảng trường Chester ở Luân Đôn, nơi Eliza giáo dục và chăm sóc các cháu trai họ Battye của mình, cả mười người sau này đều trở thành sĩ quan quân đội.
Bị từ chối cơ hội kết hôn với những quý ông thuộc dòng dõi vương giả, các chị gái của Elizabeth bắt đầu có quan hệ tình cảm với quan giữ ngựa và những người đàn ông có địa vị cao trong triều đình. Bản thân Elizabeth có thể đã có mối quan hệ như vậy với nhà ngoại giao Alleyne Fitzherbert, Nam tước St. Helens thứ 1. Nam tước St.Helens rất được kính trọng bởi George III và đã phong Alleyne làm Thị tùng Hầu phòng vào năm 1804. Hơn Elizabeth 17 tuổi, Alleyne là một người thẳng thắn, thực tế và sắc sảo, được biết đến là không thích cuộc sống cung đình, vốn là những phẩm chất tương tự như Elizabeth. Elizabeth đã gọi ngài Nam tước là "một vị thánh thân yêu và quý giá", và nói về Alleyne trong một lá thư gửi cho người bạn của mình là Phu nhân Harcourt, "Không có người đàn ông nào ta yêu nhiều như vậy, và sự dịu dàng của chàng đối với ta chưa bao giờ thay đổi, và đó là một điều mà ta không thể nào quên." Elizabeth sau đó đã viết rằng bản thân mong chờ và háo hức được gặp Nam tước St. Helens, "bất cứ lúc nào, giờ, phút, ngày, đêm,..."  Elizabeth sau đó đã đặt một bức chân dung Lưu trữ ngày 17 tháng 5 năm 2022 tại Wayback Machine  của Nam tước St. Helens từ nhà tráng men nổi tiếng Henry Pierce Bone, một bằng chứng về sự mê đắm của vương nữ đối với ngài Nam tước. Về phần mình, ngài St. Helens cũng giữ một bức tranh thu nhỏ bằng men của Elizabeth, cũng là một họa phẩm của Henry Pỉecce Bone.

## Hôn nhân
Năm 1808, Elizabeth miễn cưỡng từ chối lời cầu hôn từ Công tước xứ Orléans bấy giờ đang sống lưu vong (sau này là Quốc vương nước Pháp với tên hiệu Louis Philippe I) do Louis-Philippe là người Công giáo và sự phản đối của mẹ Elizabeth.
Trong một buổi khiêu vũ tại triều đình Anh năm 1814, Elizabeth đã làm quen Friedrich xứ Hessen-Homburg. Khi Elizabeth nhìn thấy viên sĩ quan Áo trong bộ quân phục Hussar lịch lãm, Elizabeth được cho là đã nói rằng: "Nếu chàng còn độc thân, ta sẽ cưới chàng!" Bốn năm sau, Elizabeth nhận được một lá thư, trong đó Friedrich ngỏ lời cầu hôn vương nữ. Elizabeth ngay lập tức quan tâm đến lời cầu hôn và nhận được sự ủng hộ của các chị em. Mặc dù Frederick được cho là bị thừa cân và thường xuyên ngửi thấy mùi thuốc lá từ những chiếc tẩu meerschaum, nhưng Elizabeth vẫn không nản lòng với mục tiêu kết hôn với Friedrich. Vương hậu Charlotte ban đầu đã từ chối cho phép kết hợp trong nhiều tuần vì lo sợ việc Elizabeth không thể tránh khỏi việc chuyển đến Đức, nhưng cuối cùng đã chấp thuận trước sự kiên định của con gái.
Bất chấp mọi sự phản đối, đám cưới giữa Elizabeth và Friederich đã diễn ra vào ngày 7 tháng 4 năm 1818 tại nhà nguyện riêng ở Cung điện Buckingham ở Westminster. Elizabeth mặc một chiếc váy làm bằng vải lụa bạc và đăng ten Bruxelles với lông đà điểu trang trí trên tóc. Vương nữ được dẫn đến bàn thờ bởi người anh thứ hai là Công tước xứ York. Cả anh lớn là Nhiếp chính vương George và cha của Elizabeth đều không tham dự đám cưới, lần lượt là do bị bệnh gút và bệnh tâm thần nặng. Sau khi kết hôn, cặp đôi hưởng tuần trăng mật tại nhà của Nhiếp chính vương ở Brighton.
Hôn nhân của Elizabeth và Friedrich vốn không phải là một "sự kết hợp vì tình yêu" thực sự, mặc dù hai bên có sự hiểu biết và tôn trọng lẫn nhau; trên thực tế, đó là một thỏa thuận mà cả hai đều hài lòng. Elizabeth đã có thể thoát khỏi sự gò bó từ mẹ bằng cách chuyển đến Đức cùng chồng, và Friedrich có được nhiều lợi thế khi trở thành đồng minh với Vương thất Anh. Tuy nhiên, Friedrich đã nhận xét trong tuần trăng mật của mình rằng bản thân rất ngạc nhiên khi cảm thấy hạnh phúc và mãn nguyện khi ở bên Elizabeth và Elizabeth nhận thấy Friedrich là người thông minh, hào phóng và giàu tình cảm. Cuộc hôn nhân được mô tả là rất hạnh phúc kéo dài cho đến khi Friederich qua đời vào năm 1829.

## Cuộc sống sau này
Ngày 20 tháng 1 năm 1820, Friedrich kế vị cha mình và trở thành Phong địa Bá tước xứ Hessen-Homburg. Nhờ của hồi môn và trợ cấp hàng năm của Elizabeth, Friedrich đã có thể sửa sang lại Cung điện ở Homburg. Về phần mình, Elizabeth có thể tách biệt khỏi nghi thức cung đình cứng nhắc ở Anh mà bản thân không thích. Elizabeth cũng xây cho chồng mình Căn nhà Gothic trong khuôn viên lâu đài. 
Elizabeth đã thành lập một trung tâm chăm sóc và trường học ở Hannover dành cho con cái của những người mẹ đang đi làm. Trong khi bản thân đã qua tuổi sinh nở, Elizabeth cảm thấy thỏa mãn khi làm việc với những đứa trẻ đang theo học tại trường.
Elizabeth qua đời vào ngày 10 tháng 1 năm 1840 ở tuổi 69 tại Frankfurt am Main, Hessen, Đức và được chôn cất tại Lăng mộ của các Phong địa Bá tước ở Homburg, Đức.

## Tước hiệu, kính xưng và vương huy

### Tước hiệu và kính xưng
- 22 tháng 5 năm 1770 – 7 tháng 4 năm 1818: Her Royal Highness The Princess Elizabeth (Vương nữ Elizabeth Điện hạ)
- 7 tháng 4 năm 1818 – 20 tháng 1 năm 1820: Her Royal Highness The Hediittary Princess of Hesse-Homburg (Phong địa Bá tước thừa kế phu nhân xứ Hessen-Homburg Điện hạ)[14]
- 20 tháng 1 năm 1820 – 2 tháng 4 năm 1829: Her Royal Highness The Landgravine of Hesse-Homburg (Phong địa Bá tước phu nhân xứ Hessen-Homburg Điện hạ)
- 2 tháng 4 năm 1829 – 10 tháng 1 năm 1840: Her Royal Highness The Dowager Landgravine of Hesse-Homburg (Thái Phong địa Bá tước phu nhân xứ Hessen-Homburg Điện hạ)

### Vương huy
Kể từ năm 1789, với tư cách là con gái của quốc vương Anh, Elizabeth được sử dụng quốc huy của vương quốc, được phân biệt bằng dải bạc argent gồm ba vạch kẻ, vạch ở giữa có biểu tượng dấu thập đỏ, hai vạch bên ngoài có biểu tượng hoa hồng đỏ.

## Gia phả
| \| \| \| \| \| \| \| \| \| \| \| \| \| \| \| \| \| \| \| \| 16. George I của Đại Anh \| \| \| \| \| \| \| \| \| \| \| \| \| \| \| \| \| \| \| \| \| \| \| \| \| \| \| \| \| \| \| \| \| \| \| \| \| \| \| \| \| \| \| \| \| \| \| \| \| \| \| \| \| \| 8. George II của Đại Anh \| \| \| \| \| \| \| \| \| \| \| \| \| \| \| \| \| \| \| \| \| \| \| \| \| \| \| \| \| \| \| \| \| \| \| \| \| \| \| \| \| \| \| \| \| \| \| \| \| \| \| \| \| \| 17. Sophie Dorothea của Celle \| \| \| \| \| \| \| \| \| \| \| \| \| \| \| \| \| \| \| \| \| \| \| \| \| \| \| \| \| \| \| \| \| \| \| \| \| \| \| \| \| \| \| \| \| \| \| \| \| \| \| \| \| \| 4. Frederick của Đại Anh \| \| \| \| \| \| \| \| \| \| \| \| \| \| \| \| \| \| \| \| \| \| \| \| \| \| \| \| \| \| \| \| \| \| \| \| \| \| \| \| \| \| \| \| \| \| \| \| \| \| \| \| \| \| 18. Johann Friedrich xứ Brandenburg-Ansbach \| \| \| \| \| \| \| \| \| \| \| \| \| \| \| \| \| \| \| \| \| \| \| \| \| \| \| \| \| \| \| \| \| \| \| \| \| \| \| \| \| \| \| \| \| \| \| \| \| \| \| \| \| \| 9. Caroline xứ Ansbach \| \| \| \| \| \| \| \| \| \| \| \| \| \| \| \| \| \| \| \| \| \| \| \| \| \| \| \| \| \| \| \| \| \| \| \| \| \| \| \| \| \| \| \| \| \| \| \| \| \| \| \| \| \| 19. Eleonore xứ Sachsen-Eisenach \| \| \| \| \| \| \| \| \| \| \| \| \| \| \| \| \| \| \| \| \| \| \| \| \| \| \| \| \| \| \| \| \| \| \| \| \| \| \| \| \| \| \| \| \| \| \| \| \| \| \| \| \| \| 2. George III của Liên hiệp Anh \| \| \| \| \| \| \| \| \| \| \| \| \| \| \| \| \| \| \| \| \| \| \| \| \| \| \| \| \| \| \| \| \| \| \| \| \| \| \| \| \| \| \| \| \| \| \| \| \| \| \| \| \| \| 20. Friedrich I xứ Sachsen-Gotha-Altenburg \| \| \| \| \| \| \| \| \| \| \| \| \| \| \| \| \| \| \| \| \| \| \| \| \| \| \| \| \| \| \| \| \| \| \| \| \| \| \| \| \| \| \| \| \| \| \| \| \| \| \| \| \| \| 10. Friedrich II xứ Sachsen-Gotha-Altenburg \| \| \| \| \| \| \| \| \| \| \| \| \| \| \| \| \| \| \| \| \| \| \| \| \| \| \| \| \| \| \| \| \| \| \| \| \| \| \| \| \| \| \| \| \| \| \| \| \| \| \| \| \| \| 21. Magdalena Sibylla xứ Sachsen-Weißenfels \| \| \| \| \| \| \| \| \| \| \| \| \| \| \| \| \| \| \| \| \| \| \| \| \| \| \| \| \| \| \| \| \| \| \| \| \| \| \| \| \| \| \| \| \| \| \| \| \| \| \| \| \| \| 5. Augusta xứ Sachsen-Gotha-Altenburg \| \| \| \| \| \| \| \| \| \| \| \| \| \| \| \| \| \| \| \| \| \| \| \| \| \| \| \| \| \| \| \| \| \| \| \| \| \| \| \| \| \| \| \| \| \| \| \| \| \| \| \| \| \| 22. Karl Wilhelm xứ Anhalt-Zerbst \| \| \| \| \| \| \| \| \| \| \| \| \| \| \| \| \| \| \| \| \| \| \| \| \| \| \| \| \| \| \| \| \| \| \| \| \| \| \| \| \| \| \| \| \| \| \| \| \| \| \| \| \| \| 11. Magdalena Augusta xứ Anhalt-Zerbst \| \| \| \| \| \| \| \| \| \| \| \| \| \| \| \| \| \| \| \| \| \| \| \| \| \| \| \| \| \| \| \| \| \| \| \| \| \| \| \| \| \| \| \| \| \| \| \| \| \| \| \| \| \| 23. Sophia xứ Sachsen-Weißenfels \| \| \| \| \| \| \| \| \| \| \| \| \| \| \| \| \| \| \| \| \| \| \| \| \| \| \| \| \| \| \| \| \| \| \| \| \| \| \| \| \| \| \| \| \| \| \| \| \| \| \| \| \| \| 1. Elizabeth của Liên hiệp Anh và Hannover \| \| \| \| \| \| \| \| \| \| \| \| \| \| \| \| \| \| \| \| \| \| \| \| \| \| \| \| \| \| \| \| \| \| \| \| \| \| \| \| \| \| \| \| \| \| \| \| \| \| \| \| \| \| 24. Adolf Friedrich I xứ Mecklenburg \| \| \| \| \| \| \| \| \| \| \| \| \| \| \| \| \| \| \| \| \| \| \| \| \| \| \| \| \| \| \| \| \| \| \| \| \| \| \| \| \| \| \| \| \| \| \| \| \| \| \| \| \| \| 12. Adolf Friedrich II xứ Mecklenburg \| \| \| \| \| \| \| \| \| \| \| \| \| \| \| \| \| \| \| \| \| \| \| \| \| \| \| \| \| \| \| \| \| \| \| \| \| \| \| \| \| \| \| \| \| \| \| \| \| \| \| \| \| \| 25. Marie Katharina xứ Braunschweig-Dannenberg \| \| \| \| \| \| \| \| \| \| \| \| \| \| \| \| \| \| \| \| \| \| \| \| \| \| \| \| \| \| \| \| \| \| \| \| \| \| \| \| \| \| \| \| \| \| \| \| \| \| \| \| \| \| 6. Karl Ludwig Friedrich xứ Mecklenburg-Strelitz \| \| \| \| \| \| \| \| \| \| \| \| \| \| \| \| \| \| \| \| \| \| \| \| \| \| \| \| \| \| \| \| \| \| \| \| \| \| \| \| \| \| \| \| \| \| \| \| \| \| \| \| \| \| 26. Christian Wilhelm I xứ Schwarzburg-Sondershausen \| \| \| \| \| \| \| \| \| \| \| \| \| \| \| \| \| \| \| \| \| \| \| \| \| \| \| \| \| \| \| \| \| \| \| \| \| \| \| \| \| \| \| \| \| \| \| \| \| \| \| \| \| \| 13. Christiane Emilie xứ Schwarzburg-Sondershausen \| \| \| \| \| \| \| \| \| \| \| \| \| \| \| \| \| \| \| \| \| \| \| \| \| \| \| \| \| \| \| \| \| \| \| \| \| \| \| \| \| \| \| \| \| \| \| \| \| \| \| \| \| \| 27. Antonie Sybille xứ Barby-Mühlingen \| \| \| \| \| \| \| \| \| \| \| \| \| \| \| \| \| \| \| \| \| \| \| \| \| \| \| \| \| \| \| \| \| \| \| \| \| \| \| \| \| \| \| \| \| \| \| \| \| \| \| \| \| \| 3. Charlotte xứ Mecklenburg-Strelitz \| \| \| \| \| \| \| \| \| \| \| \| \| \| \| \| \| \| \| \| \| \| \| \| \| \| \| \| \| \| \| \| \| \| \| \| \| \| \| \| \| \| \| \| \| \| \| \| \| \| \| \| \| \| 28. Ernst xứ Sachsen-Hildburghausen \| \| \| \| \| \| \| \| \| \| \| \| \| \| \| \| \| \| \| \| \| \| \| \| \| \| \| \| \| \| \| \| \| \| \| \| \| \| \| \| \| \| \| \| \| \| \| \| \| \| \| \| \| \| 14. Ernst Friedrich I xứ Sachsen-Hildburghausen \| \| \| \| \| \| \| \| \| \| \| \| \| \| \| \| \| \| \| \| \| \| \| \| \| \| \| \| \| \| \| \| \| \| \| \| \| \| \| \| \| \| \| \| \| \| \| \| \| \| \| \| \| \| 29. Sophia Henriette xứ Waldeck \| \| \| \| \| \| \| \| \| \| \| \| \| \| \| \| \| \| \| \| \| \| \| \| \| \| \| \| \| \| \| \| \| \| \| \| \| \| \| \| \| \| \| \| \| \| \| \| \| \| \| \| \| \| 7. Elisabeth Albertine xứ Sachsen-Hildburghausen \| \| \| \| \| \| \| \| \| \| \| \| \| \| \| \| \| \| \| \| \| \| \| \| \| \| \| \| \| \| \| \| \| \| \| \| \| \| \| \| \| \| \| \| \| \| \| \| \| \| \| \| \| \| 30. Georg Ludwig I xứ Erbach \| \| \| \| \| \| \| \| \| \| \| \| \| \| \| \| \| \| \| \| \| \| \| \| \| \| \| \| \| \| \| \| \| \| \| \| \| \| \| \| \| \| \| \| \| \| \| \| \| \| \| \| \| \| 15. Sophia Albertine xứ Erbach-Erbach \| \| \| \| \| \| \| \| \| \| \| \| \| \| \| \| \| \| \| \| \| \| \| \| \| \| \| \| \| \| \| \| \| \| \| \| \| \| \| \| \| \| \| \| \| \| \| \| \| \| \| \| \| \| 31. Amalia Katharina xứ Waldeck-Eisenberg \| \| \| \| \| \| \| \| \| \| \| \| \| \| \| \| \| \| \| \| \| \| \| \| \| \| \| \| \| \| \| \| \| \| \| \| \| \| \| \| \| \| \| \| \| \| \| \| \| \| \| \| |                                                      |  |  |  |  |  |  |  |  |  |  |  |  |  |  |  |
| |                                                      |  |  |  |  |  |  |  |  |  |  |  |  |  |  |  |
| | 16. George I của Đại Anh                             |  |  |  |  |  |  |  |  |  |  |  |  |  |  |  |
| |                                                      |  |  |  |  |  |  |  |  |  |  |  |  |  |  |  |
| |                                                      |  |  |  |  |  |  |  |  |  |  |  |  |  |  |  |
| | 8. George II của Đại Anh                             |  |  |  |  |  |  |  |  |  |  |  |  |  |  |  |
| |                                                      |  |  |  |  |  |  |  |  |  |  |  |  |  |  |  |
| |                                                      |  |  |  |  |  |  |  |  |  |  |  |  |  |  |  |
| | 17. Sophie Dorothea của Celle                        |  |  |  |  |  |  |  |  |  |  |  |  |  |  |  |
| |                                                      |  |  |  |  |  |  |  |  |  |  |  |  |  |  |  |
| |                                                      |  |  |  |  |  |  |  |  |  |  |  |  |  |  |  |
| | 4. Frederick của Đại Anh                             |  |  |  |  |  |  |  |  |  |  |  |  |  |  |  |
| |                                                      |  |  |  |  |  |  |  |  |  |  |  |  |  |  |  |
| |                                                      |  |  |  |  |  |  |  |  |  |  |  |  |  |  |  |
| | 18. Johann Friedrich xứ Brandenburg-Ansbach          |  |  |  |  |  |  |  |  |  |  |  |  |  |  |  |
| |                                                      |  |  |  |  |  |  |  |  |  |  |  |  |  |  |  |
| |                                                      |  |  |  |  |  |  |  |  |  |  |  |  |  |  |  |
| | 9. Caroline xứ Ansbach                               |  |  |  |  |  |  |  |  |  |  |  |  |  |  |  |
| |                                                      |  |  |  |  |  |  |  |  |  |  |  |  |  |  |  |
| |                                                      |  |  |  |  |  |  |  |  |  |  |  |  |  |  |  |
| | 19. Eleonore xứ Sachsen-Eisenach                     |  |  |  |  |  |  |  |  |  |  |  |  |  |  |  |
| |                                                      |  |  |  |  |  |  |  |  |  |  |  |  |  |  |  |
| |                                                      |  |  |  |  |  |  |  |  |  |  |  |  |  |  |  |
| | 2. George III của Liên hiệp Anh                      |  |  |  |  |  |  |  |  |  |  |  |  |  |  |  |
| |                                                      |  |  |  |  |  |  |  |  |  |  |  |  |  |  |  |
| |                                                      |  |  |  |  |  |  |  |  |  |  |  |  |  |  |  |
| | 20. Friedrich I xứ Sachsen-Gotha-Altenburg           |  |  |  |  |  |  |  |  |  |  |  |  |  |  |  |
| |                                                      |  |  |  |  |  |  |  |  |  |  |  |  |  |  |  |
| |                                                      |  |  |  |  |  |  |  |  |  |  |  |  |  |  |  |
| | 10. Friedrich II xứ Sachsen-Gotha-Altenburg          |  |  |  |  |  |  |  |  |  |  |  |  |  |  |  |
| |                                                      |  |  |  |  |  |  |  |  |  |  |  |  |  |  |  |
| |                                                      |  |  |  |  |  |  |  |  |  |  |  |  |  |  |  |
| | 21. Magdalena Sibylla xứ Sachsen-Weißenfels          |  |  |  |  |  |  |  |  |  |  |  |  |  |  |  |
| |                                                      |  |  |  |  |  |  |  |  |  |  |  |  |  |  |  |
| |                                                      |  |  |  |  |  |  |  |  |  |  |  |  |  |  |  |
| | 5. Augusta xứ Sachsen-Gotha-Altenburg                |  |  |  |  |  |  |  |  |  |  |  |  |  |  |  |
| |                                                      |  |  |  |  |  |  |  |  |  |  |  |  |  |  |  |
| |                                                      |  |  |  |  |  |  |  |  |  |  |  |  |  |  |  |
| | 22. Karl Wilhelm xứ Anhalt-Zerbst                    |  |  |  |  |  |  |  |  |  |  |  |  |  |  |  |
| |                                                      |  |  |  |  |  |  |  |  |  |  |  |  |  |  |  |
| |                                                      |  |  |  |  |  |  |  |  |  |  |  |  |  |  |  |
| | 11. Magdalena Augusta xứ Anhalt-Zerbst               |  |  |  |  |  |  |  |  |  |  |  |  |  |  |  |
| |                                                      |  |  |  |  |  |  |  |  |  |  |  |  |  |  |  |
| |                                                      |  |  |  |  |  |  |  |  |  |  |  |  |  |  |  |
| | 23. Sophia xứ Sachsen-Weißenfels                     |  |  |  |  |  |  |  |  |  |  |  |  |  |  |  |
| |                                                      |  |  |  |  |  |  |  |  |  |  |  |  |  |  |  |
| |                                                      |  |  |  |  |  |  |  |  |  |  |  |  |  |  |  |
| | 1. Elizabeth của Liên hiệp Anh và Hannover           |  |  |  |  |  |  |  |  |  |  |  |  |  |  |  |
| |                                                      |  |  |  |  |  |  |  |  |  |  |  |  |  |  |  |
| |                                                      |  |  |  |  |  |  |  |  |  |  |  |  |  |  |  |
| | 24. Adolf Friedrich I xứ Mecklenburg                 |  |  |  |  |  |  |  |  |  |  |  |  |  |  |  |
| |                                                      |  |  |  |  |  |  |  |  |  |  |  |  |  |  |  |
| |                                                      |  |  |  |  |  |  |  |  |  |  |  |  |  |  |  |
| | 12. Adolf Friedrich II xứ Mecklenburg                |  |  |  |  |  |  |  |  |  |  |  |  |  |  |  |
| |                                                      |  |  |  |  |  |  |  |  |  |  |  |  |  |  |  |
| |                                                      |  |  |  |  |  |  |  |  |  |  |  |  |  |  |  |
| | 25. Marie Katharina xứ Braunschweig-Dannenberg       |  |  |  |  |  |  |  |  |  |  |  |  |  |  |  |
| |                                                      |  |  |  |  |  |  |  |  |  |  |  |  |  |  |  |
| |                                                      |  |  |  |  |  |  |  |  |  |  |  |  |  |  |  |
| | 6. Karl Ludwig Friedrich xứ Mecklenburg-Strelitz     |  |  |  |  |  |  |  |  |  |  |  |  |  |  |  |
| |                                                      |  |  |  |  |  |  |  |  |  |  |  |  |  |  |  |
| |                                                      |  |  |  |  |  |  |  |  |  |  |  |  |  |  |  |
| | 26. Christian Wilhelm I xứ Schwarzburg-Sondershausen |  |  |  |  |  |  |  |  |  |  |  |  |  |  |  |
| |                                                      |  |  |  |  |  |  |  |  |  |  |  |  |  |  |  |
| |                                                      |  |  |  |  |  |  |  |  |  |  |  |  |  |  |  |
| | 13. Christiane Emilie xứ Schwarzburg-Sondershausen   |  |  |  |  |  |  |  |  |  |  |  |  |  |  |  |
| |                                                      |  |  |  |  |  |  |  |  |  |  |  |  |  |  |  |
| |                                                      |  |  |  |  |  |  |  |  |  |  |  |  |  |  |  |
| | 27. Antonie Sybille xứ Barby-Mühlingen               |  |  |  |  |  |  |  |  |  |  |  |  |  |  |  |
| |                                                      |  |  |  |  |  |  |  |  |  |  |  |  |  |  |  |
| |                                                      |  |  |  |  |  |  |  |  |  |  |  |  |  |  |  |
| | 3. Charlotte xứ Mecklenburg-Strelitz                 |  |  |  |  |  |  |  |  |  |  |  |  |  |  |  |
| |                                                      |  |  |  |  |  |  |  |  |  |  |  |  |  |  |  |
| |                                                      |  |  |  |  |  |  |  |  |  |  |  |  |  |  |  |
| | 28. Ernst xứ Sachsen-Hildburghausen                  |  |  |  |  |  |  |  |  |  |  |  |  |  |  |  |
| |                                                      |  |  |  |  |  |  |  |  |  |  |  |  |  |  |  |
| |                                                      |  |  |  |  |  |  |  |  |  |  |  |  |  |  |  |
| | 14. Ernst Friedrich I xứ Sachsen-Hildburghausen      |  |  |  |  |  |  |  |  |  |  |  |  |  |  |  |
| |                                                      |  |  |  |  |  |  |  |  |  |  |  |  |  |  |  |
| |                                                      |  |  |  |  |  |  |  |  |  |  |  |  |  |  |  |
| | 29. Sophia Henriette xứ Waldeck                      |  |  |  |  |  |  |  |  |  |  |  |  |  |  |  |
| |                                                      |  |  |  |  |  |  |  |  |  |  |  |  |  |  |  |
| |                                                      |  |  |  |  |  |  |  |  |  |  |  |  |  |  |  |
| | 7. Elisabeth Albertine xứ Sachsen-Hildburghausen     |  |  |  |  |  |  |  |  |  |  |  |  |  |  |  |
| |                                                      |  |  |  |  |  |  |  |  |  |  |  |  |  |  |  |
| |                                                      |  |  |  |  |  |  |  |  |  |  |  |  |  |  |  |
| | 30. Georg Ludwig I xứ Erbach                         |  |  |  |  |  |  |  |  |  |  |  |  |  |  |  |
| |                                                      |  |  |  |  |  |  |  |  |  |  |  |  |  |  |  |
| |                                                      |  |  |  |  |  |  |  |  |  |  |  |  |  |  |  |
| | 15. Sophia Albertine xứ Erbach-Erbach                |  |  |  |  |  |  |  |  |  |  |  |  |  |  |  |
| |                                                      |  |  |  |  |  |  |  |  |  |  |  |  |  |  |  |
| |                                                      |  |  |  |  |  |  |  |  |  |  |  |  |  |  |  |
| | 31. Amalia Katharina xứ Waldeck-Eisenberg            |  |  |  |  |  |  |  |  |  |  |  |  |  |  |  |
| |                                                      |  |  |  |  |  |  |  |  |  |  |  |  |  |  |  |
| |                                                      |  |  |  |  |  |  |  |  |  |  |  |  |  |  |  |